# Tour de Grunewald
Pour les articles homonymes, voir Grunewald.

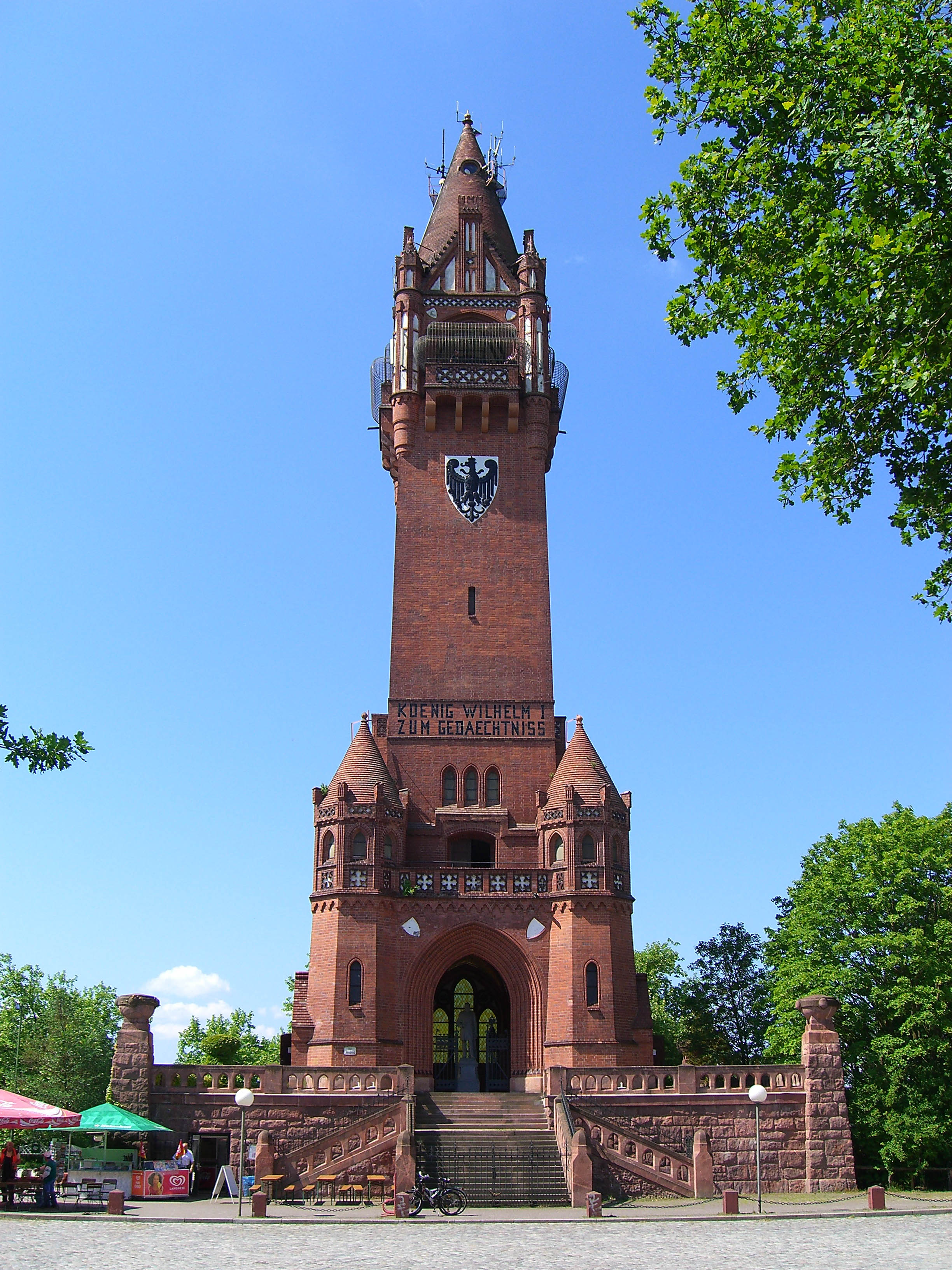
La tour de Grunewald, vue de l'est.

La tour de Grunewald (en allemand : Grunewaldturm, dont le nom provient de la forêt de Grunewald où elle se trouve) est une tour d'observation historique à Berlin. Construite en style gothique de brique entre 1897 et 1899, elle offre une vue panoramique sur le paysage fluvial de la Havel.

## Histoire
La décision des autorités locales instituant la construction du bâtiment a été prise pour célébrer le 100e anniversaire de l'empereur défunt d'Allemagne Guillaume Ier en 1897. Avec l'approbation de l'empereur Guillaume II, l'édifice a été bâti d'après les plans de l'architecte Franz Schwechten sur le bord occidental du plateau de Teltow aux berges abruptes de la rivière Havel. Le 9 juin 1899, le bâtiment fut inauguré comme étant la Kaiser-Wilhelm-Turm (« tour de l'Empereur Guillaume »).
Après la Seconde Guerre mondiale, le 15 septembre 1948, la tour a alors officiellement pris le nom de Grunewaldturm, d'après la forêt environnante. Elle a subi une rénovation complète en 1953 et une nouvelle fois de 2007 à 2011.

## Architecture
La tour, construite en briques rouges typiques de la Marche de Brandebourg, a une hauteur de 55 m. La façade est ornée de l'aigle noir de la Prusse et l'aigle rouge du Brandebourg. Le bâtiment, de 1902, contient une entrée semblable à celle des églises médiévales, voûtée, avec une statue de marbre de Guillaume Ier, œuvre de Ludwig Manzel. Les quatre reliefs de fonte aux quatre coins de la salle montrent les portraits de Roon, Moltke, Bismarck et Frédéric-Charles de Prusse. Deux cent quatre marches mènent à une plateforme offrant une belle vue sur la Havel et la forêt de Grunewald. Au pied du bâtiment, se trouvent un restaurant et un café.